# Khadījeh Khātūn
Khadījeh Khātūn (persiska: خديجه خاتون) är en ort i Iran.   Den ligger i provinsen Qom, i den centrala delen av landet, 150 km sydväst om huvudstaden Teheran. Khadījeh Khātūn ligger 1 116 meter över havet och antalet invånare är 422.
Terrängen runt Khadījeh Khātūn är platt åt nordväst, men åt sydost är den kuperad.Runt Khadījeh Khātūn är det ganska tätbefolkat, med 100 invånare per kvadratkilometer. Närmaste större samhälle är Venārch, 11,3 km öster om Khadījeh Khātūn. Omgivningarna runt Khadījeh Khātūn är i huvudsak ett öppet busklandskap.